# Florimont Cornet
Pour les articles homonymes, voir Cornet.
Florimont Cornet, né le 21 juillet 1911 à Desvres et mort le 16 novembre 1949 à Wittenheim est un athlète français spécialiste de la marche athlétique.

## Biographie
Florimont Auguste Benjamin François Cornet est le fils de Alfred Jules François, cordonnier, et de Cornet Augustine, ménagère.
{{..}}

## Palmarès
- Champion de France du 100 km en 1939[1]
- Champion de France du 50 km marche en 1939, 1941 et 1942[1]
- 1942: meilleure performance mondiale sur 50 km : 4h 34 min 39 s